# مانفريد بول
مانفريد بول (بالألمانية: Manfred Pohl)‏ هو مؤلف واقتصادي ألماني، ولد في 26 مايو 1944 في Bliesransbach ‏ في ألمانيا.